# منوچهر (درگزین)
منوچهر، روستایی در دهستان درگزین علیا بخش شاهنجرین شهرستان درگزین در استان همدان ایران است.

## امکانات رفاهی
روستای منوچهر دارای امکانات زیر است:
یک مدرسه مدرسه ابتدایی شهید قرایی منوچهر
یک خانه بهداشت
یک مسجدمسجد صاحب الزمان منوچهر

## تاریخچه
اطلاعات دقیقی از تاریخچهٔ روستای منوچهر در دست نیست.
وجود قنات در این منطقه نشان دهندهٔ سکونت مردم از گذشته‌های دور در این منطقه است همچنین بقایای سکونتگاه روستایی در بالادست روستا در منطقه دربند و منطقه ینگی کهریز و زاغالار وجود دارد که تاریخ دقیق زندگی مردمان در آن مشخص نیست.
پرویز اذکایی از درگزین باستانی بعنوان استقرار گاه شاهزادگان پارتی یاد می‌کند و علیرغم اسامی ترکی روستاهای این منطقه، تعدادی از اسامی پارتی موجود را نیز همچون والاشگرد (آلاشگرد)، دولجرد (دولگرد)، منچر منوچهر، کاهارد و میلاجرد (میلاگرد یا به تلفظ محلی میلییرد) را حاکی از این امر و یادگار آن دوران می‌داند. آثار بدست آمده از شهر کرفس قدمت این منطقه را به دوره هخامنشی می‌رساند؛ بنابراین می‌توان قدمت این روستا را از زمان هخامنشیان پیش‌بینی کرد که البته مدارک قابل استناد ارائه نشده است.

## موقعیت
روستای منوچهر از شمال با کوه آداملو و استان قزوین شهرستان آوج همجوار است.
از شرق با جاده عین آباد، روستای عین آباد و در شمال شرق با روستای شابولاغی همجوار است.
از سمت جنوب با روستای شوند، مزارع طلای سبز همجوار است.
از سمت شرق با روستای مزرعه همجوار می‌باشد.

## کشاورزی و پیشه
انواع تولیدات کشاورزی این روستا شامل گندم، جو، عدس، نخود، یونجه، صیفیجات و غیره می‌باشد.
منوچهر دارای انواع باغ‌های میوه از قبیل گردو و سیب و بادام بخصوص باغات انگور می‌باشد که محصولات جانبی فراوانی از جمله شیره و کشمش از آن‌ها تولید می‌شوند.
مراسم پخت شیره انگور هرساله اوایل مهر ماه در این روستا برگزار می‌شود.
ضمناً واحدهای زنبور داری و دامداری بصورت سنتی در منوچهر دایر می‌باشد که از جمله فرآورده‌های آنان عسل طبیعی، کره حیوانی، ماست و .. می‌باشد
در حال حاضر شغل اصلی بیشتر مردان این روستا در کنار کشاورزی و دامداری گچکاری و گچبری است.
همچنین در این روستا واحدهای صنفی نانوایی، سوپر مارکت، لبنیاتی مشغول ارائه خدمات هستند.

## گردشگری
مسیر باغ بادام در حاشیه رودخانه (قورو چای، چای، زاغالار، دیلیملی، دربند) که از روستای منوچهر آغاز شده و به طول تقریباً دو کیلومتر تا کوهپایه‌های کوه آداملو ی منوچهر ادامه دارد یکی از زیباترین مسیرهای پیاده‌روی و کوهنوردی استان همدان می‌باشد که پذیرای کوهنوردان محلی است. در این مسیر شاهد مناظر آبگیرها و آبشارها هستیم.
از دیگر مناظر زیبا و دلربای منوچهر تپه‌ها و کوه‌های اطراف روستا است که در فصل زمستان سفیدپوش از برف و در فصل بهار سر سبز و رویشگاه گیاهان خوراکی و دارویی خودروی نظیر ریواس و یملیک است.
در روز طبیعت ۱۳ فروردین این روستای پذیرای گردشگران بسیاری است که برای گذراندن یک روز شاد در دامن طبیعت به کوهستان‌های این روستا می‌آیند.
از دیگر جاذبه‌های روستا وجود قنات است که به زبان محلی کهریز (همان کاریز) گفته می‌شود. قدمت این قنات و سال احداث و اینکه به دستور چه کسی احداث شده به‌طور دقیق مشخص نیست اما آنچه مشخص است قنات‌ها در ایران تاریخچهٔ ۳۰۰۰ ساله دارند و قنات کهریز منوچهر از سالیان بسیار دور رونق بخش زندگی مردمان سخت‌کوش روستا بوده و باعث تدوام سکونت در این منطقه بوده است.
این قنات به طول ۲۵۰۰ متر احداث شده است و دارای ۱۲۵ میله چاه است که عمق چاه مادر به ۳۰ متر می‌رسد. دبی آب آن ۷۰ لیتر بر ثانیه بوده و ۳۰ هکتار از اراضی روستا با آب قنات زیر کشت رفته است.
همچنین در مسیر شوند به منوچهر امامزاده شاهزاده عبدالله و قنات هول آوار
قرار دارد.
از جاذبه‌های فرهنگی روستای منوچهری می‌توان به مراسمات نوروز، جشن چهارشنبه سوری، شال اندازی و قاشق زنی اشاره کرد.
همچنین هر سال در ایام محرم مراسم شبیه خوانی در این روستا برگزار می‌شود لازم بذکر است که شاعران روستای شوند (نزدیکترین روستا به منوچهر) از تعزیه نویسان معروف و اصلی منطقه همدان هستند.

## زبان
مردم روستای منوچهر به زبان ترکی آذربایجانی و فارسی صحبت می‌کنند البته در مدرسه زبان فارسی رسمی‌تر و رایج‌تر است.
مردم روستاهای اطراف همگی به زبان ترکی صحبت می‌کنند اما هرکدام دارای لهجهٔ خاص و شیرین خود هستند که برای ساکنین براحتی قابل تشخیص و تمییز است به‌طور مثال: براحتی از روی لهجه می‌توان تشخیص داد که گوینده اهل روستای شوند، منوچهر یا عین آباد است.

## آب و هوا
آب و هوای منوچهر سردسیر می‌باشد و نسبت به مناطق دیگر استان هوای سرد تری دارد. اما در تابستان‌ها از آب و هوای نسبتاً معتدلی برخوردار است و میانگین درجه حرارت سالیانه آن به‌طور متوسط ۱۰ درجه سانتی گراد است. متوسط بارندگی سالیانه این روستا نیز حدود ۴۵۰ میلی‌متر محاسبه شده است و در مجموع با توجه به تقسیم‌بندی آب و هوایی آب و هوای روستا منوچهر سرد و معتدل کوهستانی محسوب می‌شود.

## جمعیت
بر پایه سرشماری عمومی نفوس و مسکن در سال ۱۳۹۵، جمعیت این روستا برابر با ۵۶۶ نفر (۱۴۳ خانوار) بوده است.